# Sind
 Denne artikel omhandler det generelle mentale begreb. For en artikel om foreningen af samme navn, se SIND.
 "Mental" omdirigeres hertil. For andre betydninger af Mental, se Mental (flertydig).
Sind refererer til de evner, der er ansvarlige for mentale fænomener. Disse evner er for eksempel tænkning, fantasi, hukommelse, vilje og sanseevne. De er ansvarlige for mentale fænomener som tro, begær, intention, sansning og følelse. Ofte bruges udtrykket "sind" om de mentale fænomener selv.
Udrykket bruges både om bevidste og ubevidste processer.
”Sind” er betydningsmæssigt beslægtet med - og bruges undertiden synonymt med - ”bevidsthed”, ”sjæl” og ”psyke”.

## Eksterne links
- "The Mind is What the Brain Does", artikel i National Geographic.
- Charlie Dunbar Broad (1925): The Mind and Its Place in Nature.
- Abhidhamma: Buddhist Perspective of the Mind and the Mental Functions
- Thymos – Piero Scaruffi's Studies on Consciousness, Cognition and Life
- Buddhist View of the Mind
- Current Scientific Research on the Mind and Brain fra ScienceDaily

| Psi | Spire Denne artikel om psykologi er en spire som bør udbygges. Du er velkommen til at hjælpe Wikipedia ved at udvide den. |